# East Coasting
East Coasting ist ein Jazzalbum von Charles Mingus, das 1957 aufgenommen und zuerst 1958 von Bethlehem Records veröffentlicht wurde. Es wurde kurz nach dem Album Tijuana Moods eingespielt.

## Die Platte
Der von der Plattenfirma Bethlehem verwendete Titel East Coasting sollte die Musik vom damals populären West Coast Jazz abgrenzen; verwendet wurde der Begriff von den Labels für den in den 1950er Jahren aktuellen Hardbop und modernen Mainstream Jazz der Ostküste der USA, der vorwiegend in New York City entstand. Mingus’ Musik sollte schon damals in keine dieser Schablonen passen: „Ich gehöre keiner Schule an; und von welcher Küste auch immer jemand kommen mag, er sollte sich selber verwirklichen“ (zit. nach Weber/Filtgen).
East Coasting wurde in der gleichen Zeit wie Tjiuana Moods aufgenommen und steht für die heutigen Hörer etwas im Schatten dieses damals revolutionären Werkes. Besonders wird die Platte jedoch durch die einmalige Mitwirkung des Pianisten Bill Evans in einer Mingus-Formation; ansonsten ist hier die „Stammgruppe“ aus Clarence Shaw, Shafi Hadi (alias Curtis Porter), Jimmy Knepper und Dannie Richmond versammelt, die Charles Mingus durch eine sehr ertragreiche Periode seines Schaffens begleiten sollte, bis zu dem Werk Mingus Ah Um (1959).
Bill Evans hohe lyrische Qualität zeigt sich hier in dem Maße, wie er es schafft, sich in Mingus’ Kompositionen und die unterschiedlichsten musikalischen Stimmungen hinein zu versetzen. Hadi, Knepper und Shaw sind vom Bebop und Hardbop her kommende Musiker, denen es gelingt, die Einflüsse der Musik von Duke Ellington, des Gospel, Blues und des traditionellen New Orleans Jazz in die Musik der Band einfließen zu lassen.

## Die Stücke
1. Memories of You (Andy Razaf/Eubie Blake) (4:23)
2. East Coasting (5:10)
3. West Coast Ghoast (11:00)
4. Celia (7:50)
5. Conversation (5:25)
6. Fifty-First Street Blues (5:45)

Alle Stücke wurden komponiert von Charles Mingus, außer „Memories of You“.
Die Platte wurde möglicherweise am 6. August 1957 aufgenommen. Der „Fifty-First Street Blues“ erschien zunächst (in zwei Teilen) auf einer Single (Bethlehem 11041) und war auf der ursprünglichen Platte (Bethlehem 6019) nicht enthalten. Die LP erschien in den 1960ern auch unter dem Titel Charlie Mingus Sextet (Polydor Production 623215). Die CD erschien 1986 in einer unautorisierten Fassung der Affinity Records als New York Sketchbook. Die im Jahr 2000 erschienene CD (Rhino/WEA bzw. Shout Factory) enthält zusätzliche Alternate Takes von „East Coasting“ und „Memories of You“.

## Einzelbelege
1. ↑  Das ist so in der Diskographie des Charles Mingus Discography Project angegeben, wo als Ort Cincinnati genannt wird; die Internet-Diskographie von Esa Onttonen gibt hingegen nur August 1957 und als Aufnahmeort New York an. Am 6. August fand zudem der zweite Teil der Aufnahmen für Tijuana Moods statt.